# Variante libre
En linguistique, on parle de variante libre quand l'usager a la possibilité d'utiliser plusieurs allophones, allomorphes ou allographes sans changer le sens de l'énoncé.
Un phonème, un morphème ou un graphème peut avoir plusieurs formes ; chacune de ses réalisations s'appelle une variante. Alors que la variante contextuelle (également appelée variante combinatoire) dépend d'un contexte exclusif, la variante libre est substituable quel que soit le contexte. Les variantes libres sont donc commutables, alors que les variantes contextuelles ne le sont pas. 
Il s'agit à chaque fois du même mot, mais que l'on écrit ou prononce différemment. Cependant, la variante libre se distingue du synonyme par trois propriétés :
- identité sémantique totale (alors qu'il y a souvent une nuance, même légère, entre deux synonymes) ;
- degré variable d'identité formelle ;
- équivalence totale dans leur utilisation.

Par exemple, le phonème /r/ peut être réalisé comme [ʁ] ou [ʀ]. Le locuteur est libre de choisir une réalisation ou l'autre. Il n'est jamais contraint dans ce choix par le contexte.
Le morphème pay- « payer » peut être réalisé [pɛj] (« je paye ») ou [pɛ] (« je paie ») à la première personne du singulier de l'indicatif présent.
Il y a quatre sortes de variante. Deux concernent les unités de première articulation : l'une touche à la forme (la variante morphologique ou formelle) : « je m'assieds », « je m'assois », l'autre concerne le monème même : « je continue de travailler », « je continue à travailler »[réf. nécessaire]. La troisième implique les unités de seconde articulation (les phonèmes) : ainsi le mot « rat » peut être réalisé /ra/ (avec un /r/ apical, également appelé r roulé) soit /ʁa/ (avec le /ʁ/ guttural typique du français standard). Enfin, la dernière sorte est moins une variante qu'une particularité orthographique trouvant ses raisons dans les fluctuations de la langue (emprunts, causes étymologiques…) : « clé », « clef ».